# Krigsåret 1983

## Pågående krig
- Afghansk-sovjetiska kriget (1979-1989)
  - Sovjet och Afghanistan på ena sidan
  - Afghanska mujahedin (med stöd från USA, Pakistan och flera arabländer) på den andra sidan

- Inbördeskriget i El Salvador (1979-1992)[1]

- Iran–Irak-kriget (1980-1988)[1]
  - Iran på ena sidan
  - Irak på andra sidan

## Händelser

### Januari
- 4 januari - Ett två dagar långt toppmöte inleds av Warszawapaktens ledare.[2]
- 27 januari - USA och Sovjetunionen återupptar Genèveförhandlingarna.[2]

### Februari
- 5 februari - Klaus Barbie återförs till Frankrike och sätts i fängelse i Lyon.[2]
- 7 februari - Iranska styrkor inleder sin största offensiv på drygt två år mot Irak.[2]

### Mars
- 13-16 mars - I Oslo hålls en internationell så kallad hearing om Afghanistan.[2]
- 23 mars - USA:s president Ronald Reagan skisserar USA:s planer för framtida rymdvapen, som skall kunna förstöra sovjetiska kärnvapenrobotar innan de nått sitt mål.[2]

### April
- 16 april - 40-årsminnet av ubåten Ulvens förlisning utanför Stora Pölsan i Göteborgs norra skärgård 1943 uppmärksammas med minnesstund vid Ulvenmonumentet på Norra varvets kyrkogård i Göteborg.[2]
- 28 april - Sveriges riksdag beslutar att bygget av JAS skall genomföras som planerat.[2]

### Maj
- 2 maj - Sveriges marinförsvar inleder spaning efter ubåtar, då tre personer rapporteras ha sett en ubåt i Sundsvalls hamn.[2]
- 3 maj - Vietnam meddelas ha börjat dra tillbaka sina truppstyrkor från Kampuchea.[2]
- 9 maj - En WHO-rapport menar att ett världskrig med kärnvapen skulle döda över en miljard människor, och lika många skadas svårt.[2]
- 11 maj - Sveriges marinförsvar ställer in spaningarna efter främmande ubåtar.[2]
- 17 maj – Israel och Libanon skriver under ett fredsfördrag, där alla främmande trupper skall dras tillbaka från libanesiskt område.[2]

### Juni
- 4 juni - Rivaliserande PLO-grupper bekämpar varandra i Bekaadalen i östra Libanon.[2]
- 7 juni - 62-årige Heinz Barth döms av en domstol i Östberlin till livstids fängelse för brott mot mänskligheten.[2]
- 13 juni – Sveriges statsminister Olof Palme talar på NATO-mötet i Köpenhamn.[2]
- 21 juni - Rivaliserande PLO-grupper bekämpar återigen varandra i Bekaadalen i östra Libanon.[2]
- 27 juni - Vraken från Napoleon Bonapartes franska flotta, som sänktes utanför Egypten 1798, uppges ha funnits av en fransk-egptisk expedition.[2]
- 28 juni – Frankrike är berett att tillverka neutronbomber enligt enligt president François Mitterrand i en radiointervju.[2]

### Juli
- 5 juli - Tchads president Hissebe Habré vädjar till Frankrike att ingripa i striderna mellan regeringsstyrkorna och de rebeller som leds av tidigare presidenten Goukouni Oueddei.[2]
- 15 juli - Grekland och USA enas om att USA:s militärbaser i Grekland skall avvecklas med start 1989.[2]
- 20 juli - Sveriges siste indelte soldat, Axel Einar Ljung, fyller 100 år och firas med tal och militärmusik.[2]

### Augusti
- 1 augusti - Amerikanske fredsmedlaren Robert McFarlane inleder en medlingsresa i Mellanöstern.[2]
- 5 - Ett inbördeskrig bryter ut på Sri Lanka, då parlamentet antagit en lag som förbjudit politisk verksamhet till syfte att upprätta en islamsk stat.[2]
- 17 augusti - Franska fallskärmssoldater går i ställning vid två frontpositioner i norra Tchad.[2]
- 25 augusti - Generallöjtnant Erik Bengtsson utnämns av svenska regeringen till ny arméchef efter avgående Nils Sköld.[2]
- 29 augusti - I Bogotá hålls ett möte om konflikten i El Salvador. Båda representanter för regeringen och vänsteroppositionen finns med.[2]

### September
- 2 september - Sveriges statsminister Olof Palme inledningstalar på SIPRIs internationella fredsmöte.[2]
- 4 september - Israel drar tillbaka flera styrkor från Libanon, vilket följs av våldsamma strider.[2]
- 5 september - Två piloter omkommer då två av Svenska flygvapnets Viggen-flygplan kolliderar i luften, söder om Kristinehamn, under övning.[2]
- 17 september - Svenska marinen uppges jaga främmande ubåtar på fyra olika ställen längsmed Sveriges kust.[2]
- 25 september - I Libanon nås en ny överenskommelse om vapenvila, efter flera veckors våldsammas strider.[2]
- 26 september - USA:s president Ronald Reagan förklarar inför FN:s generalförsamling att dörren står öppen för uppgörelse i kärnvapenförhandlingarna.[2]
- 28 september - Honduras utrikesminister Edgardo Paz Barnica meddelar från ett Sverigebesök att en fredsuppgörelse för Centralamerika bör vara möjlig inom ett halvår.[2]
- 30 september - Irak anklagar Iran för att ha dödat 55 civila och skadat 255 vid robotbeskjutningar av städerna Andimeshk och Dezful i västra Iran.[2]

### Oktober
- 7 oktober - Sovjetiska ockupationsstyrkor uppges ha inlett en stor höstoffensiv mot afghanska gerillan.[2]
- 16 oktober - I Wien avslutar Västtysklands (Hans Dietrich Genscher och Sovjetunionens (Andrej Gromyko)) utrikesministrar ett två dagar långt möte om kärnvapen.[2]
- 22 oktober – Cirka en miljon människor i olika länder demonstrerar mot kärnvapenkapprustningen i Västeuropa.[2]
- 23 - 292 soldater dödas vid självmordsattentat mot amerikanska och franska förläggningar i Beirut.[2]
- 25 - USA leder invasionen av Grenada.[2]
- 31 oktober - Ett nationellt försoningsmöte om Libanon inleds i Genève.[2]

### November
- 12 november - En omfattande demonstration mot kärnvapen, som enligt rumänska nyhetsbyrån Agerpress samlar över 100 000 ungdomar, genomförs i Bukarest.[2]
- 28 november - INF-förhandlingarna om medeldistansvapen i Genève mellan USA och Sovjetunionen avbryts.[2]

### December
- 5 december - START-förhandlingarna om långdistansvapen i Genève mellan USA och Sovjetunionen avbryts.[2]
- 11 december - Tusentals kvinnor demonstrerar på Greenham Common i Storbritannien mot kärnvapen.[2]
- 15 december - Förhandlingarna i Wien mellan NATO och Warszawapakten, om truppnedskärningar i Europa, avbryts.[2]
- 20 december - Sveriges överbefälhavare Lennart Ljung överlämnar en rapport om nya ubåtskränkningar av svenska vatten till Sveriges försvarsminister Anders Thunborg.[2]

## Avlidna
- 10 augusti - Axel Einar Ljung, 100, Sveriges siste indelte soldat.[2]

### Fotnoter
1. 1 2  ”Chronological List of All Wars”. Arkiverad från originalet den 9 oktober 2014. https://web.archive.org/web/20141009082543/http://www.correlatesofwar.org/COW2%20Data/WarData_NEW/WarList_NEW.pdf. Läst 29 juni 2011.
2. 1 2 3 4 5 6 7 8 9 10 11 12 13 14 15 16 17 18 19 20 21 22 23 24 25 26 27 28 29 30 31 32 33 34 35 36 37 38 39 40 41 42 43 44 45 46 47 48   Horisont 1983. Bertmarks